# Стадион Мунисипал
Стадион Мунисипал, који се налази у Тулузи, је стадион на коме се играју рагби и фудбал. Капацитет стадиона је 36.469 седећих места. На овом стадиону игра мечеве као домаћин ФК Тулуза. Стадион Мунисипал је један од стадиона на коме су се играле утакмице светског првенства у фудбалу 1998. Поједине тест мечеве француска рагби репрезентација игра на овом стадиону, а важније утакмице француске лиге и купа европских шампиона, на овом стадиону игра и Стад Тулуза, најтрофејнији рагби клуб у Европи. Стадион Мунисипал је био један од стадиона на коме су се играле утакмице светског првенства у рагбију 2007.